# العلاقات الإماراتية البرتغالية
العلاقات الإماراتية البرتغالية هي العلاقات الثنائية التي تجمع بين الإمارات العربية المتحدة والبرتغال.

## مقارنة بين البلدين
هذه مقارنة عامة ومرجعية للدولتين:
| وجه المقارنة                                              | الإمارات العربية المتحدة | البرتغال                                                  |
| --------------------------------------------------------- | ------------------------ | --------------------------------------------------------- |
| المساحة (كم2)                                             | 83.60 ألف                | 92.21 ألف                                                 |
| عدد السكان (نسمة)                                         | 9.40 مليون               | 10.60 مليون                                               |
| الكثافة السكانية (ن./كم²)                                 | 112.44                   | 114.95                                                    |
| العاصمة                                                   | أبو ظبي                  | لشبونة                                                    |
| اللغة الرسمية                                             | اللغة العربية            | اللغة البرتغالية، اللغة الميراندية                        |
| العملة                                                    | درهم إماراتي             | يورو، اسكودو برتغالي                                      |
| الناتج المحلي الإجمالي (بليون دولار)                      | 382.58 مليار             | 217.57 مليار                                              |
| الناتج المحلي الإجمالي (تعادل القوة الشرائية) بليون دولار | 640.72 مليار             | 307.82 مليار                                              |
| الناتج المحلي الإجمالي الاسمي للفرد دولار أمريكي          | 40.44 ألف                | 19.22 ألف                                                 |
| الناتج المحلي الإجمالي للفرد دولار أمريكي                 | 67.67 ألف                | 28.76 ألف                                                 |
| مؤشر التنمية البشرية                                      | 0.835                    | 0.830                                                     |
| رمز المكالمات الدولي                                      | +971                     | +351                                                      |
| رمز الإنترنت                                              | .ae، .امارات             | .pt                                                       |
| المنطقة الزمنية                                           | ت ع م+04:00              | توقيت غرب أوروبا، توقيت غرب أوروبا الصيفي، أوروبا/لشبونة ‏ |

## منظمات دولية مشتركة
يشترك البلدان في عضوية مجموعة من المنظمات الدولية، منها:
| علم المنظمة | اسم المنظمة                               | تاريخ انضمام الإمارات العربية المتحدة | تاريخ انضمام البرتغال |
| ----------- | ----------------------------------------- | ------------------------------------- | --------------------- |
|             | مؤسسة التنمية الدولية                     | 23 ديسمبر 1981                        | 29 ديسمبر 1992        |
|             | يونسكو                                    | 20 أبريل 1972                         | 11 مارس 1965          |
|             | وكالة ضمان الاستثمار متعدد الأطراف        | 20 أكتوبر 1993                        | 6 يونيو 1988          |
|             | الأمم المتحدة                             | 9 ديسمبر 1971                         | 14 ديسمبر 1955        |
|             | الفريق المعني برصد الأرض                  | ?                                     | ?                     |
|             | الاتحاد البريدي العالمي                   | ?                                     | ?                     |
|             | البنك الدولي للإنشاء والتعمير             | 22 سبتمبر 1972                        | 29 مارس 1961          |
|             | المنظمة الهيدروغرافية الدولية             | ?                                     | ?                     |
|             | الاتحاد الدولي للاتصالات                  | 27 يونيو 1972                         | 1866                  |
|             | منظمة حظر الأسلحة الكيميائية              | ?                                     | ?                     |
|             | مؤسسة التمويل الدولية                     | 30 سبتمبر 1977                        | 8 يوليو 1966          |
|             | المركز الدولي لتسوية المنازعات الاستشارية | 22 يناير 1982                         | 1 أغسطس 1984          |
|             | منظمة التجارة العالمية                    | ?                                     | ?                     |
|             | منظمة الشرطة الجنائية الدولية             | ?                                     | ?                     |
|             | البنك الإفريقي للتنمية                    | ?                                     | ?                     |

## وصلات خارجية
- موقع وزارة الخارجية الإماراتية
- موقع وزارة الخارجية البرتغالية